# Sport en URSS
Au temps de la guerre froide, le sport est un moyen de propagande pour témoigner de sa puissance mondiale face à l'autre et au monde. Tous les pays mettent en place le dopage, des expériences scientifiques pour améliorer les capacités physiques, un entrainement intensif jusqu'aux limites du corps humain.

## L'histoire de l'URSS
L'union des républiques socialistes soviétique par abréviation l'URSS ou l'Union soviétique est constituée de la Russie, de l'Ukraine, de la Biélorussie, de la Moldavie mais également des États de la Transcaucasie : la Géorgie, l'Arménie et l'Azerbaïdjan. Elle est créée en 1922 après les révoltes russes de 1917 qui mettent fin au règne des tsars en Russies et s'écroule en 1991 à la suite de la chute du mur de Berlin et des régimes communistes. C'est un régime communiste. Pendant la guerre froide, elle est avec ses alliés du pacte de Varsovie le bloc de l'est face aux États-Unis et à ses alliés de  l’Organisation du traité de l'Atlantique nord (OTAN) qui composent le bloc de l'ouest. La guerre oppose ces deux blocs indirectement par le biais des recherches scientifiques, la conquête de l'espace et de la lune et aussi par le sport. Durant tout l'URSS, il y a eu plusieurs dirigeants mais il y a eu trois grands dirigeants : Staline de 1922 à 1953 Khrouchtchev de 1953 à 1964 puis Gorbatchev de 1985 à 1991.

## Un moyen de propagande
Les Soviétiques veulent créer « l’homme nouveau soviétique » : un homme fort, avec une bonne hygiène de vie. Le sport doit lui permettre de véhiculer des valeurs comme le sens du collectif et l’amour de la patrie, au sein des masses. Le pays mettent en place une culture du physique populaire qui s'oppose à la « fizcultura », la culture physique, la pratique sportive bourgeoise. L’État soviétique crée de nombreuses coopératives sportives sous le ministère de la Santé pour pouvoir augmenter leur chance de trouver une personne talentueuse dans une discipline sportive et pour avoir une pratique globale. Un autre objectif est de pouvoir faire des enfants issus de parents avec de meilleures caractéristiques physiques en espérant que l'enfant ait les mêmes et réussisse dans les disciplines sportives de ses parents. L'URSS veut ainsi vaincre les États-Unis en sport et prouver leur supériorité au monde. Pour embrigader la population dans le sport, l'utilisation de la propagande est très importante pour les chefs d'État soviétiques. Des organisations sportives voient le jour dans le pays soviétique, avec des programmes de gymnastique thérapeutique sur tous les lieux de travail pour : stimuler la productivité, réduire l’absentéisme et diffuser de bonnes habitudes hygiéniques. Le parti en place montre leurs exploits, médailles et victoires. L’URSS est très en avance sur le nombre de publications scientifiques et de suivis médicaux sur la performance sportive, ce qui permet une démarche qui a considérablement contribué à l’avancée technologique et aux progrès techniques du pays.
De la création de l'URSS aux Jeux olympiques d'été de 1980, le bloc soviétique soutient et diffuse un idéal communiste du sport. Le bloc de l'Est n'hésite pas à créer des programmes nationaux de sport de haut niveau, dérogeant aux Jeux olympiques à la valeur du sport amateur.

### De 1922 à 1939
Cette idéologie est rendue évidente à partir de la Spartakiade de 1928 et oscille entre la dénonciation du sport bourgeois et la construction du modèle du champion sportif qui fait la fierté de son pays. Les sportifs soviétiques de haut niveau, représentant leur pays et l'ensemble du monde socialiste, sont surveillés de près et leurs écarts sont sévèrement sanctionnés. Ainsi, ceux-ci deviennent une ressource géopolitique en soutenant les pays satellites, notamment la République démocratique allemande, en montrant un exemple positif à des pays non-alignés et en battant les sportifs du bloc de l'Ouest. C'est pour cette raison que les pays de l'Est, notamment l'URSS et la RDA, sont pionniers du sport de haut niveau institutionnalisé et dominent les premières grandes compétitions de la guerre froide.
Cette date de 1922 montre le début de cet état totalitaire dont le sport est une arme de propagande pour prouver sa puissance face au monde. Durant toute cette période, elle est dirigée par un seul homme : Staline, jusqu'en 1953. Avant la révolution russe, le sport est pratiqué comme un loisir, un moyen thérapeutique afin d'améliorer la santé et l'hygiène, sans compétition. Avec cette révolution, le sport devient une compétition où l'on recherche à la fois la victoire mais aussi les records. Cela entraina l’État à créer plus d'infrastructures mais aussi des recherches scientifiques pour penser de bonnes préparations physiques, une bonne diététique pour le sportif et de nouvelles techniques ou matériaux pour les sports qui en ont besoin. Les athlètes qui étaient déjà vu comme de futurs champions devinrent les héros normatifs du pays et de la culture soviétique. L’État qui jusqu'alors réalise un programme sportif pour tout le monde met en place une spécialisation sportive qui a pour but de créer des champions dans un large rayon de disciplines sportives. L’État met ensuite en place un vaste programme d’innovations techniques pour développer et parfaire les athlètes et de dispositifs administratifs pour suivre méticuleusement leurs entraînements, leurs progressions et leurs performances.

### De 1939 à 1945
Durant la Seconde Guerre mondiale, l'URSS n'a pas pu vraiment utiliser le sport pour faire de la propagande car les sportifs sont plutôt recrutés par l'armée pour combattre l'Allemagne nazie. À la chute de l'Allemagne nazie, le 8 mai 1945, l'URSS fera des pays de l'Est de l'Europe et la moitié de l'Allemagne, la République démocratique allemande (RDA), « ses alliés » et crée le bloc de l'Est.

### De 1945 à 1991
L'URSS et ses pays alliés forment le bloc de l'Est et qui s'oppose aux bloc de l'Ouest, les États-Unis, les pays membres de l'OTAN et d'autres alliés. Ils s'affrontent indirectement pendant la guerre froide par la recherche scientifique, la conquête de l'espace mais surtout par le sport. L'URSS voulant prouver sa puissance refusa de participer aux Jeux olympiques de Londres en 1948 disant que ses athlètes ne sont pas suffisamment prêts pour représenter et honorer le public. Lors de ses premiers JO 4 ans plus tard en 1952, à Helsinki, en Finlande, c'est l'un des premiers affrontements des deux blocs. Les États-Unis finissent en première position avec le plus de médailles d'or, 40 au total alors que l'URSS n'en compte que 22. Mais l'URSS obtient le record d'athlètes médaillés dont 4 ont gagné au moins 4 médailles : Maria Gorokhovskaya avec 7 médailles dont 2 d’or et 5 d’argent, Viktor Tchoukarine avec 6 médailles dont 4 d’or et 2 en argent, Grant Schaginjan avec 4 médailles dont 2 d’or et 2 en argent, Nina Bocharova avec 4 médailles aussi.

### Jeux olympiques
Avant les années 1940, l'URSS ne s'est pas réellement impliqué dans les mouvements sportifs internationaux. Avant cette période, l'URSS cherchait plutôt à promouvoir des mouvements ouvriers de culture physique dont l’objectif est de concurrencer les « organisations bourgeoises » et d’affirmer des valeurs différentes. C'est à la suite de la bonne tournure que prenait la Grande Guerre patriotique" qu'en octobre 1944 que les dirigeants du comité pansoviétique des sports et de la culture physique considère le sport comme un bon moyen de solidifier les relations avec les alliés vainqueurs de la guerre. Le 7 mai 1951, l'URSS est accepté dans les rangs du Comité olympique, les soviétiques participent aussitôt aux jeux olympiques d'été de 1952 organisé à Helsinki. 